# Анизостикты
Анизостикты (лат. Anisosticta) — род божьих коровок из подсемейства Coccinellinae.

## Описание
Передний край переднеспинки отчётливо вырезан. Коготки простые. Средние и задние голени с одной шпорой. Верх в частых неглубоких точках.

## Систематика
В составе рода:
- Anisosticta bitriangularis (Say)
- Anisosticta borealis Timberlake, 1943
- Anisosticta novemdecimpunctata (Linnaeus, 1758)
- Anisosticta strigata (Thunberg, 1795)